# Egészségügyi Világszervezet

A WHO zászlaja: hasonlít az ENSZ zászlajához, azt kiegészítették Aszklépiosznak, az orvosok és a gyógyítás görög istenének pálcájával és kígyójával

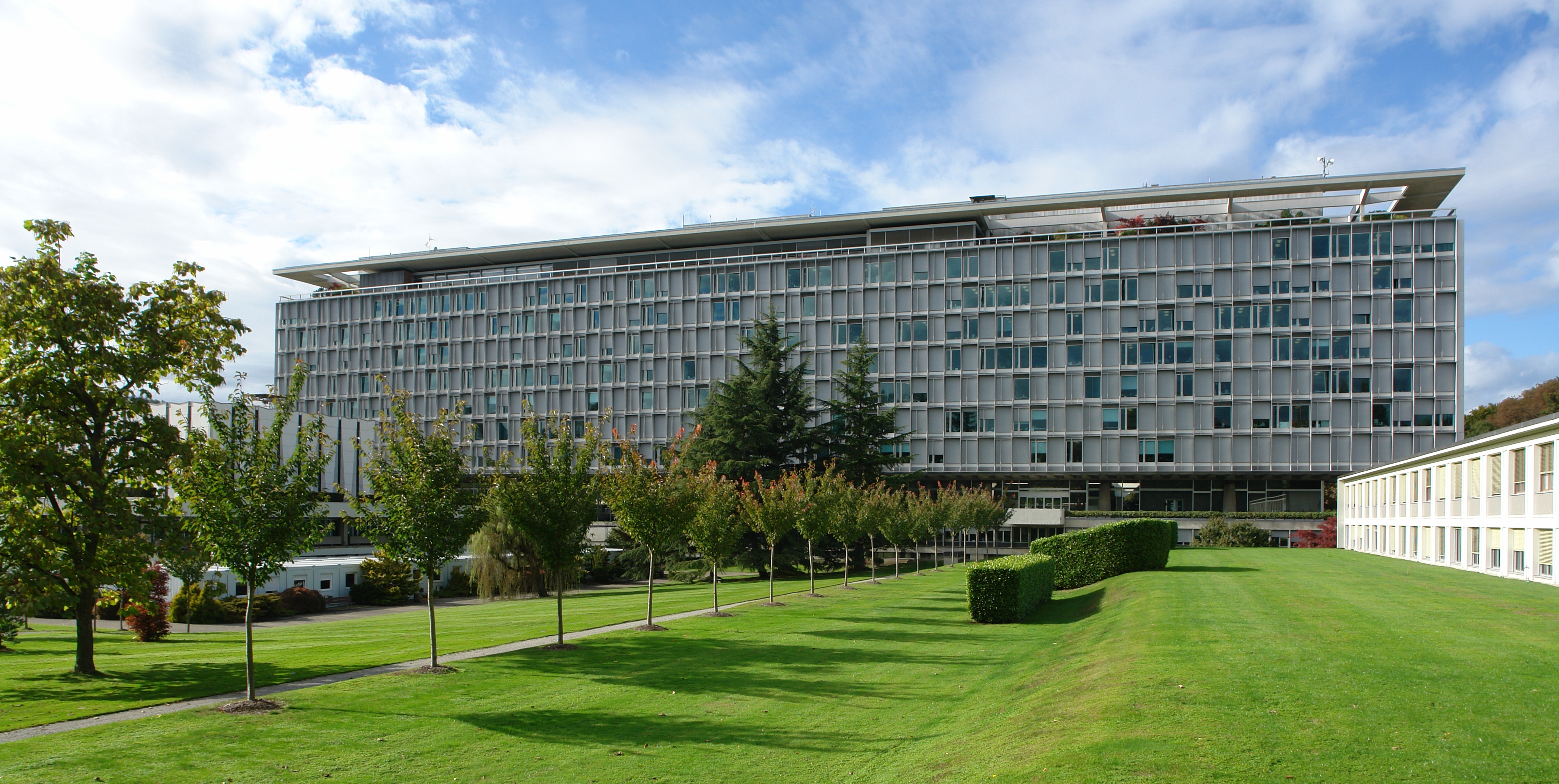
A WHO székháza Genfben

Az Egészségügyi Világszervezet (World Health Organization, WHO) az Egyesült Nemzetek Szervezetének egyik szervezete, a nemzetközi közegészségügy koordináló hatóságaként működik. Székhelye a svájci Genf városban található. A szervezet alapokmánya 1948. április 7-én lépett életbe, s e nap óta minden évben ez az egészségügyi világnap. A WHO a felhatalmazását és forrását döntő mértékben a Nemzetek Szövetsége Egészségügyi Szervezetétől (Health Organization, HO) „örökölte”.

## Tagjai
2020-ban az Egészségügyi Világszervezetnek 194 tagja van: az ENSZ összes tagállama Liechtenstein kivételével, valamint a Cook-szigetek és Niue. Egy állam akkor válik a világszervezet tagjává, amikor ratifikálja a 2009. május 31-i egyezményt, amely a világszervezet alapszabályaként ismert. 2013-ban a szervezetnek két társult tagja is volt: Puerto Rico és Tokelau. Több ország megfigyelőként vesz részt. Palesztina megfigyelői státuszban van, mint az Arab Liga által elismert nemzeti felszabadítási mozgalom. A  Szentszék és a  Máltai lovagrend szintén megfigyelő. A Kínai Köztársaság kormánya 2009 és 2016 között megfigyelőként vehetett részt, de azóta nem hívták meg. 2020. júliusban az Amerikai Egyesült Államok hivatalosan bejelentette a kilépési szándékát, melyet Joe Biden elnök 2021. január 20-án elnöki rendelettel leállított. 2025-ben Donald Trump beiktatása után elrendelte, hogy az Egyesült Államok tegye meg a kilépéshez szükséges intézkedéseket.

## Szervezete
A WHO irányító testülete a 194 tagállamból álló közgyűlés (beleértve a Cook-szigeteket is), amely minden évben ülésezik. Döntéseit és politikáját a Végrehajtó Testület valósítja meg, amely kormányok által kinevezett 32 egészségügyi szakemberből áll, évente kétszer ülésezik. 2002/2003-ban a WHO kétéves költségvetése 935,7 millió dollár volt. A WHO-nak mintegy 7000 alkalmazottja van.

## Fő feladatai
- Világszintű iránymutatás az egészségügy területén;
- Együttműködés a kormányokkal a nemzeti egészségügyi programok tervezésében, irányításában és értékelésében;
- Megfelelő egészségügyi technológia, információ és szabványok kifejlesztése és átadása.
- Kiterjedt segélynyújtási, kutató- és irányítási tevékenységet végez az egészségvédelem minden területén, különösen a fertőző betegségek, a járványok, a gyermekbetegségek, a szív- és keringési zavarok, a rák és az AIDS okainak feltárása, a betegségek természete, megelőzése és gyógyításuk terén.

## Főigazgatói
A szervezet főigazgatói tisztét az alábbi személyek töltötték be:
- Brock Chisholm, Kanada, (1948–1953)
- Marcolino Gomes Candau, Brazília, (1953–1973)
- Halfdan T. Mahler, Dánia, (1973–1988)
- Nakajima Hirosi, Japán, (1988–1998)
- Gro Harlem Brundtland, Norvégia, (1998–2003)
- Lee Jong-wook, Dél-Korea, (2003. január 28–2006. május 22.)
- Anders Nordström, Svédország, (2006. május 23–2007. január 1.)[10]
- Margaret Chan, Hongkong, (2006–2016. december 31-ig)
- Tedrosz Adhanom Gebrejeszusz, Etiópia, (2017. január 1-től)

## Tevékenységei

### Programok és projektek
- Onchocerciasis irányítással kapcsolatos afrikai program;
- Yellow Card vagy Carte Jaune az oltás nemzetközi oklevele (ICV), amelyet a WHO kezdeményezett. A WHO jelzi azokat az országokat, amelyekben az utazóknak több egészségügyi kockázata van. A Yellow Card olyan, mint egy orvosi útlevél;
- Global Burden Disease projekt;
- Globális kezdeményezés vészhelyzet miatt és lényeges sebészi figyelemért;
- Globális malária program;
- Gyógyszerek előminősítésének programja (Prequalification Medicines Programme), ebben a tevékenységében fontos partnerei a világ élvonalába tartozó gyógyszer kutató-, fejlesztő és gyártó cégek, a tagállamok akadémiái és orvosi egyetemei, valamint koordináló, kutató szervezetek (NVAC, Worldvac, WHO képviseletek);
- Nemzetközi program vegyi biztonságért;
- Nemzetközi radon projekt;
- Egészségügyi Világnap (World Health Day) minden évben április 7-én.

### Egyezmények
- Kábítószerekről szóló egyetlen egyezmény;
- Pszichotróp anyagokról szóló egyezmény;
- Világ Egészségügyi Szervezet keretegyezmény a dohányirányítás ügyében.

### Régiói
A WHO régiói (zárójelben a regionális iroda helye):
- Afrika (Brazzaville, Kongó);
- Amerika (Washington, Amerikai Egyesült Államok);
- Délkelet-Ázsia (Újdelhi, India);
- Európa (Koppenhága, Dánia);
- Kelet-Mediterrán (Kairó, Egyiptom);
- Kelet-Csendes-óceán (Manila, Fülöp-szigetek).

A régióknak szerepe van például abban, mikor rendelnek el magasabb pandémia készültségi fokozatot. Például ha egy WHO-régión belül egy új, veszélyes influenzavírus legalább két országban kimutathatóan emberről emberre terjed, el kell rendelni az 5. fokozatot, ha pedig még egy másik régió valamely országában is kitör a járvány, akkor a hatos fokozatot (ami maga a pandémia).

## Szükséghelyezetek
A WHO eddig hatszor rendelte el a nemzetközi horderejű közegészségügyi szükséghelyzetet (Public Health Emergency Concern PHEIC):
- Sertésinfluenza kitörésekor 2009-ben
- Járványos gyermekbénulás 2014-ben
- Ebola járvány 2014-ben
- Zika-vírus kitörésekor 2016-ban
- Ebola járvány 2019-ben
- COVID–19 koronavírus-járvány 2020-ban[12]

## Fordítás
Ez a szócikk részben vagy egészben  a   World Health Organization című angol Wikipédia-szócikk ezen változatának fordításán alapul.  Az eredeti cikk szerkesztőit annak laptörténete sorolja fel. Ez a jelzés csupán a megfogalmazás eredetét és a szerzői jogokat jelzi, nem szolgál a cikkben szereplő információk forrásmegjelöléseként.